# Drei Barden

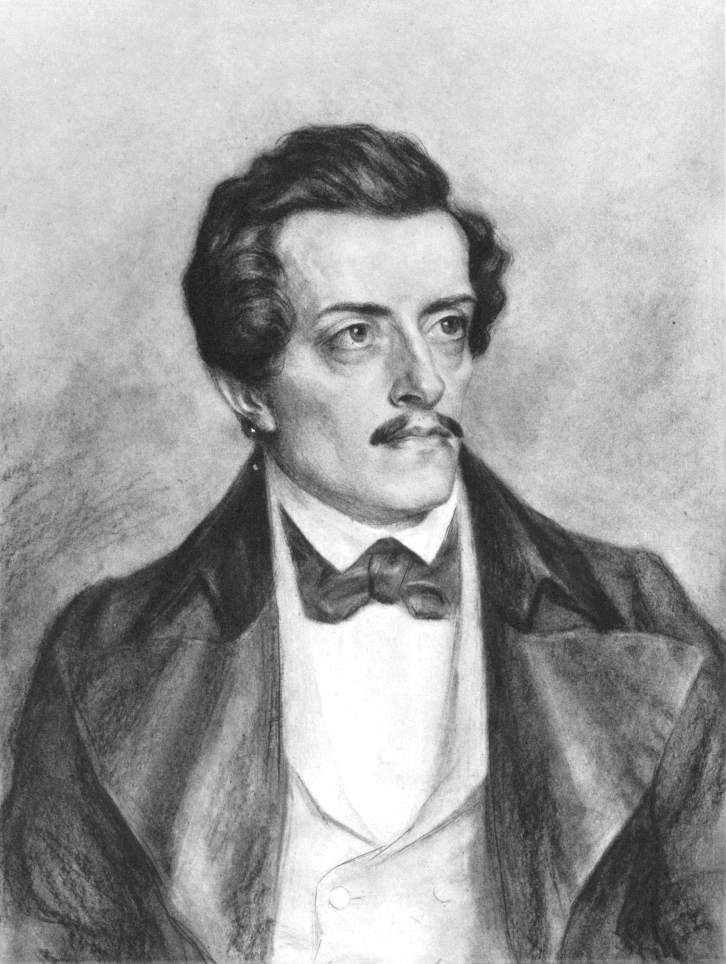
J. Słowacki, Lobredner der Vergangenheit

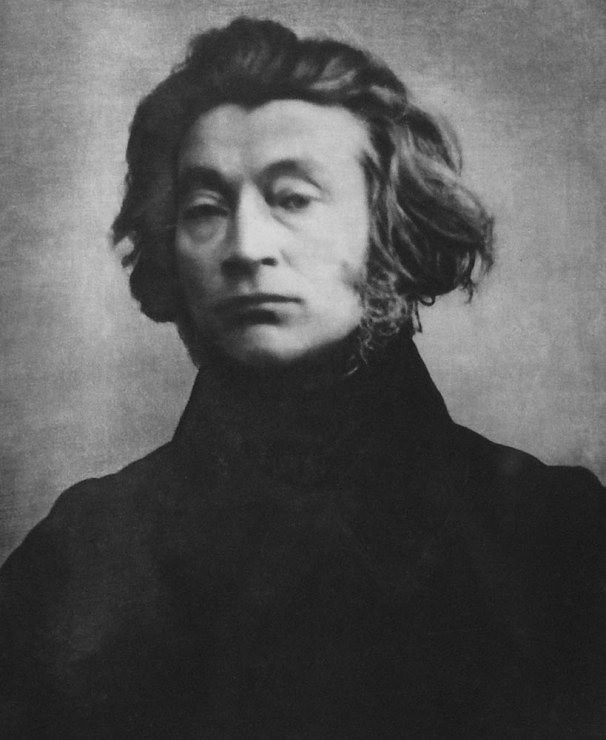
A. Mickiewicz, Poet der Gegenwart

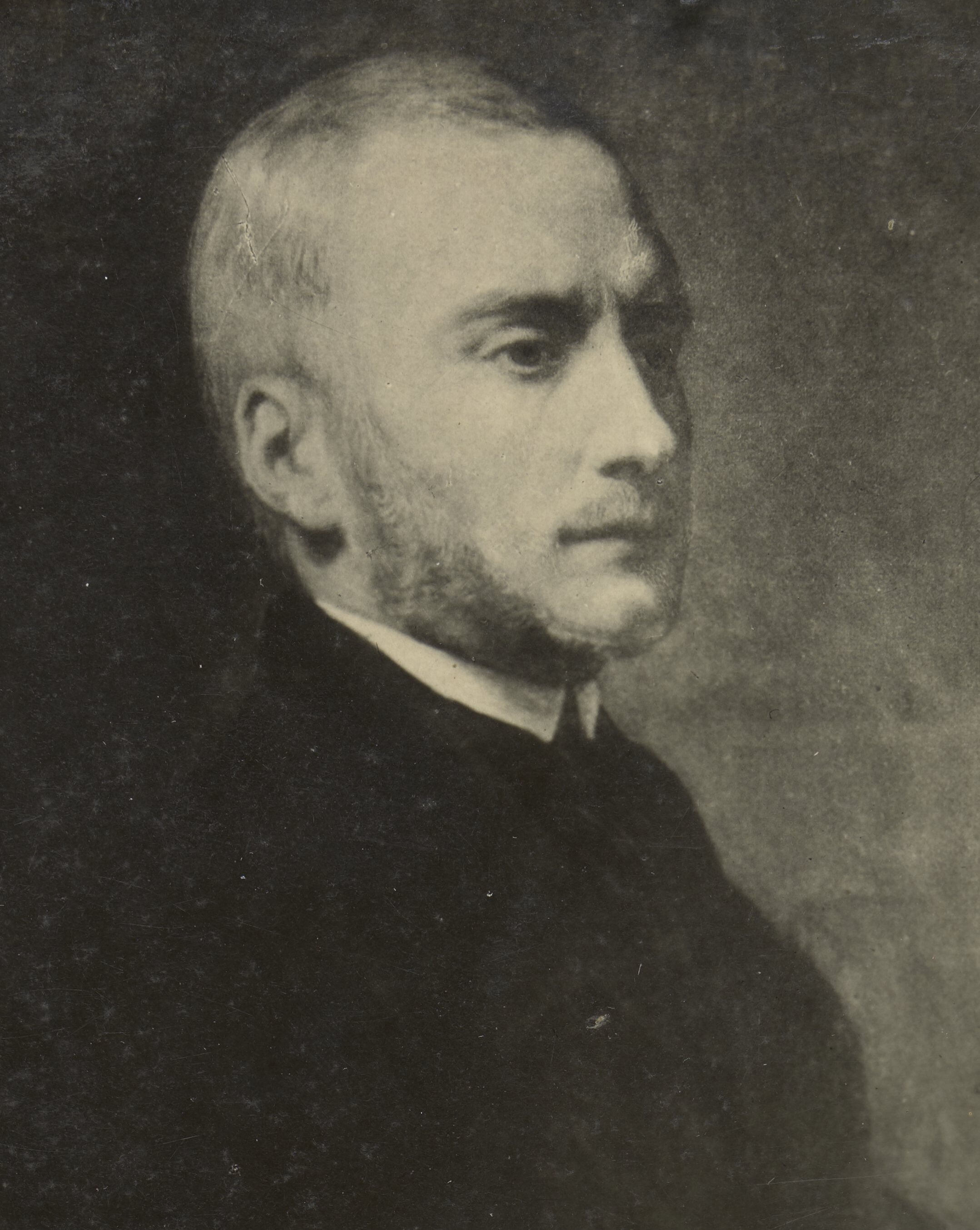
Z. Krasiński, Prophet der Zukunft

Die Drei Barden (polnisch trzej wieszcze [ˈtʂɛj ˈvjɛʂt͡ʂɛ]; wörtlich Drei Seher) sind die drei großen Nationaldichter der Polnischen Romantik: Adam Mickiewicz (1798–1855), Juliusz Słowacki (1809–1849) und Zygmunt Krasiński (1812–1859). Die Drei Barden lassen sich grob klassifizieren:
Sie lebten und arbeiteten alle drei im Exil während der Zeit, in der ihre Heimat Polen-Litauen nach den Landesteilungen ganz von der Landkarte verschwunden und durch Russen, Preußen und Österreicher besetzt bzw. unterdrückt wurde. Ihre Dramen und Epen, verfasst infolge des Novemberaufstands 1830 gegen die russischen Besatzer, drehen sich allesamt um den polnischen Kampf um Freiheit und Unabhängigkeit, von der Befreiung der Fremdherrschaft.
Mit Barde ist ein genialer Dichter gemeint. Im Polnischen ist ein genialer Dichter aber nur dann ein Barde, wenn er sich als Prophet erweist. Die Drei Barden Mickiewicz, Słowacki und Krasiński waren aus Sicht der Polen deshalb nicht nur Dichter, welche ihre nationalen Gefühle hervorragend zum Ausdruck brachten, sondern zudem kultur-politische Persönlichkeiten, welche die Zukunft Polens voraussehen konnten. Deshalb heißen sie im Polnischen schlicht die Drei Seher.

## Geschichte
Das Konzept eines Barden war eine Annäherung an den uralten lateinischen Begriff poeta vates, der einen Dichter bezeichnet, welchem die Gabe zuteilwurde, die Zukunft vorherzusehen. Im 16. Jahrhundert zusammen mit vielen anderen sarmatischen Ideen nach Polen importiert, wurde der Begriff hier als wieszcz ins Polnische übersetzt zunächst für verschiedene Dichter verwendet. Mit Beginn der Polnischen Romantik im 19. Jahrhundert jedoch wurde er nur noch im Zusammenhang mit Mickiewicz, Słowacki und Krasiński verwendet. Keiner der drei Dichter bildete je eine besondere Gruppe oder Bewegung, dennoch wurden sie zusammen zur geistlich-moralischen Führung der Polen im 19. Jahrhundert erklärt.
Nach dem Januaraufstand 1863/64 gegen die russischen Besatzer und besonders während der 1870er Jahre festigte sich der Begriff der Drei Barden für die drei genannten Nationaldichter. Die Wiederentdecker der Werke von Cyprian Kamil Norwid (1821–1883) im 20. Jahrhundert gaben ihm den Namen Vierter Barde. Manche polnischen Literaturkritiker im späten 20. Jahrhundert waren skeptisch gegenüber der Haltung der Krasiński-Werke und proklamierten an dessen Stelle Norwid zum Dritten Barden. Weitere Literaturkritiker zwischen 1918 und 1939 erhoben Stanisław Wyspiański zum Vierten Barden.
Im allgemeinen Verständnis werden allerdings Słowacki, Mickiewicz und Krasiński als die Drei Barden genannt. So trägt beispielsweise eine zentrale Verkehrsader in Krakau den Namen „Drei-Barden-Allee“ und ist in die Straßen Krasińskiego, Mickiewicza und Słowackiego unterteilt.